# Генуезькі колонії
Генуезькі колонії — поселення генуезців за межами Італії задля підтримання та захисту своїх торгових шляхів.
Значення північноіталійських торгових республік виникає не лише з участі в іберійських заокеанських кампаніях, але й із власної колоніальної діяльності, особливо активної у період Високого Середньовіччя.
У цей період формується система колоній, що охоплює багато міст від Атлантичного узбережжя Магрибу на Заході до Палестини, Тани і абхазького Сабастополіса на Сході. Зміцненню республіки чимало посприяли Хрестові походи, транспортне забезпечення яких організовували Генуя та її могутні конкуренти Піза та Венеція. Генуезці отримували від хрестоноських правителів Палестини землі, а іноді села або невеликі міста. 

### Африка

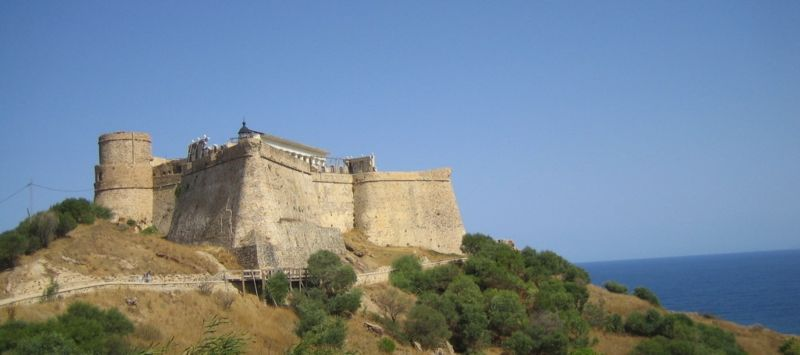
Генуезька фортеця Табарка, Туніс

## Володіння Генуї

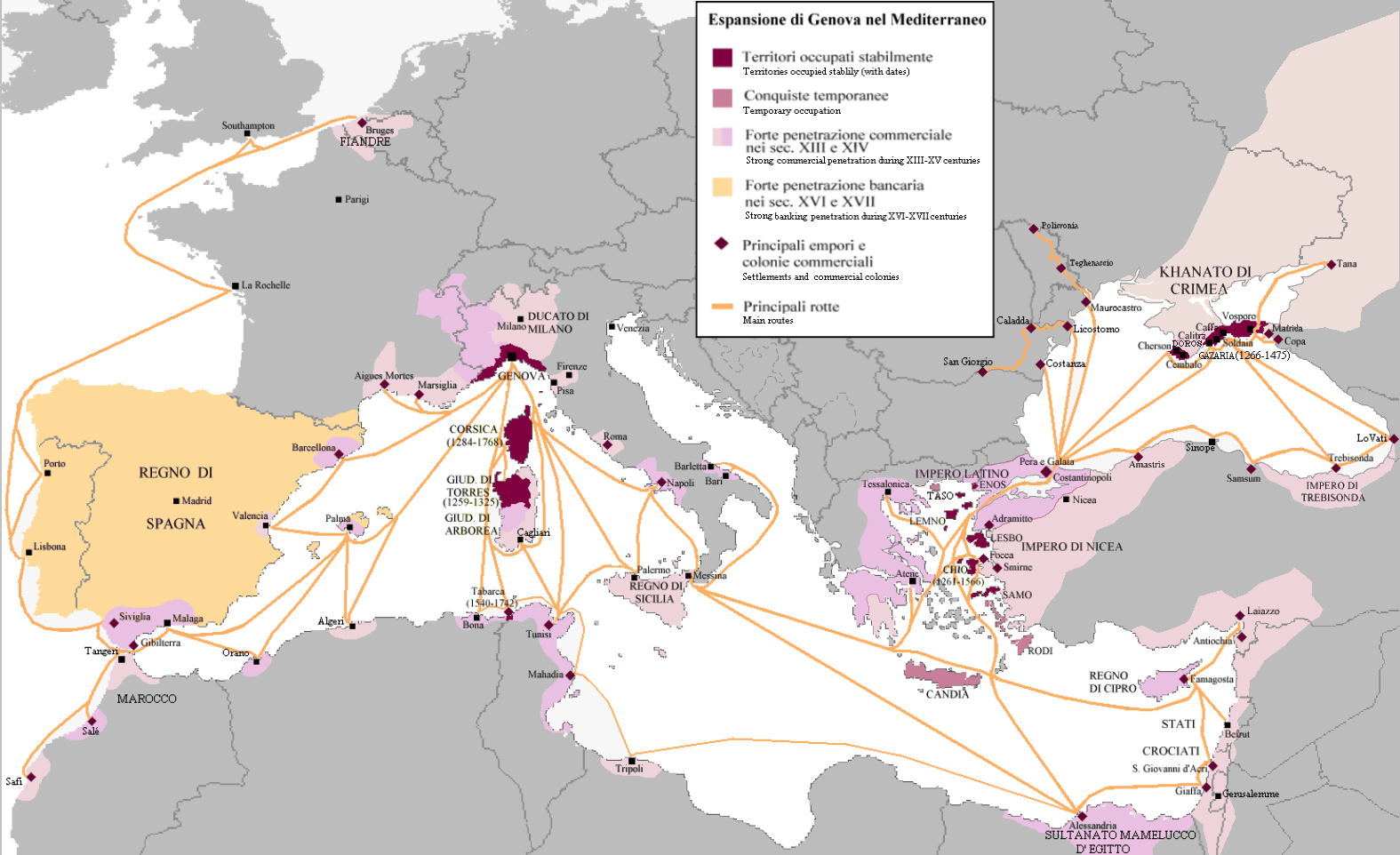
Генуезька експансія

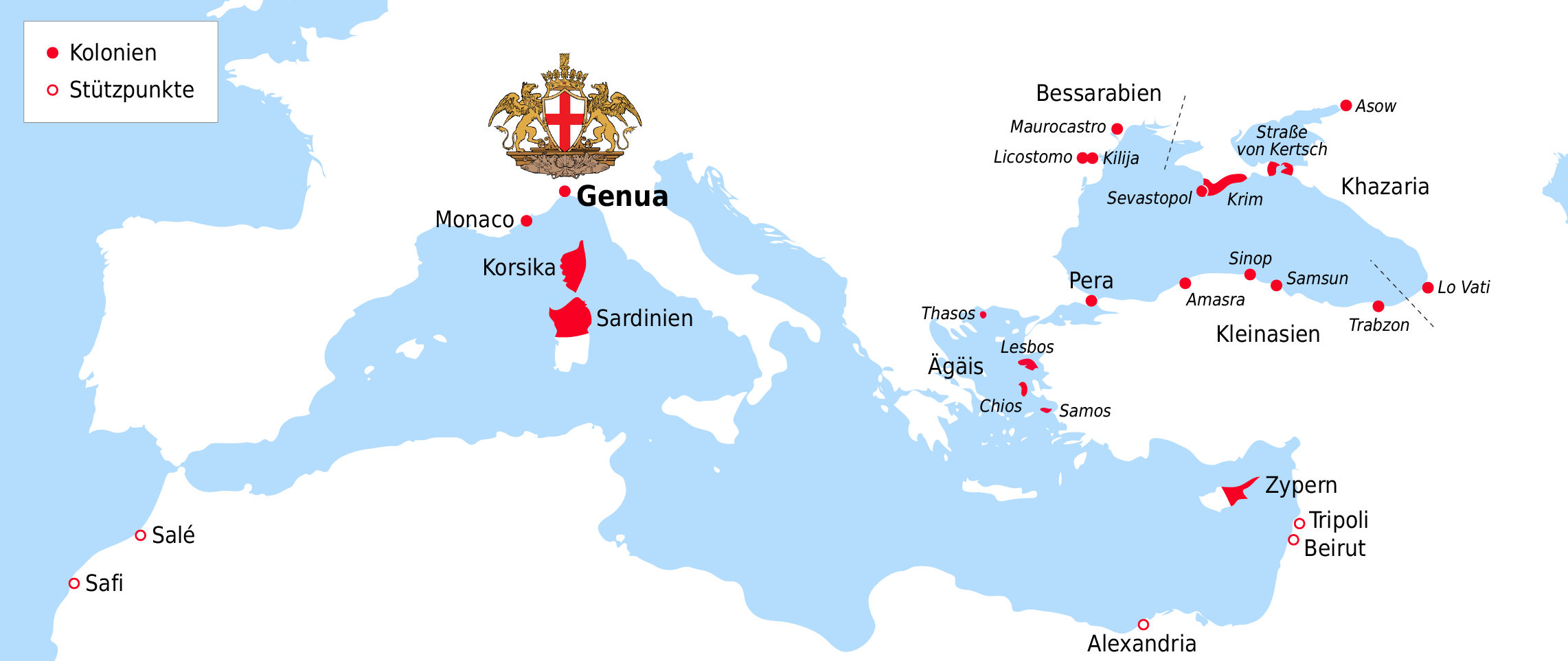
Колонії та опорні пункти Генуї

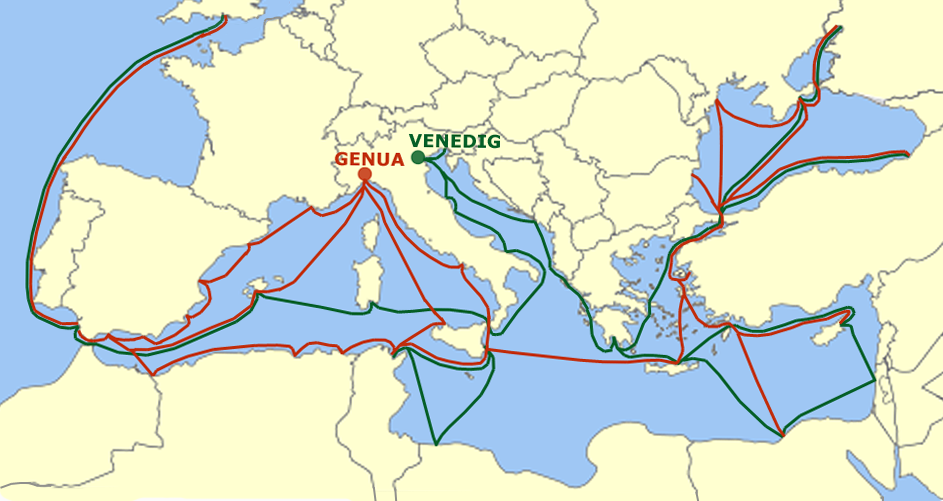
Торгові маршрути Венеції та Генуї

### Чорне море

#### Протоки

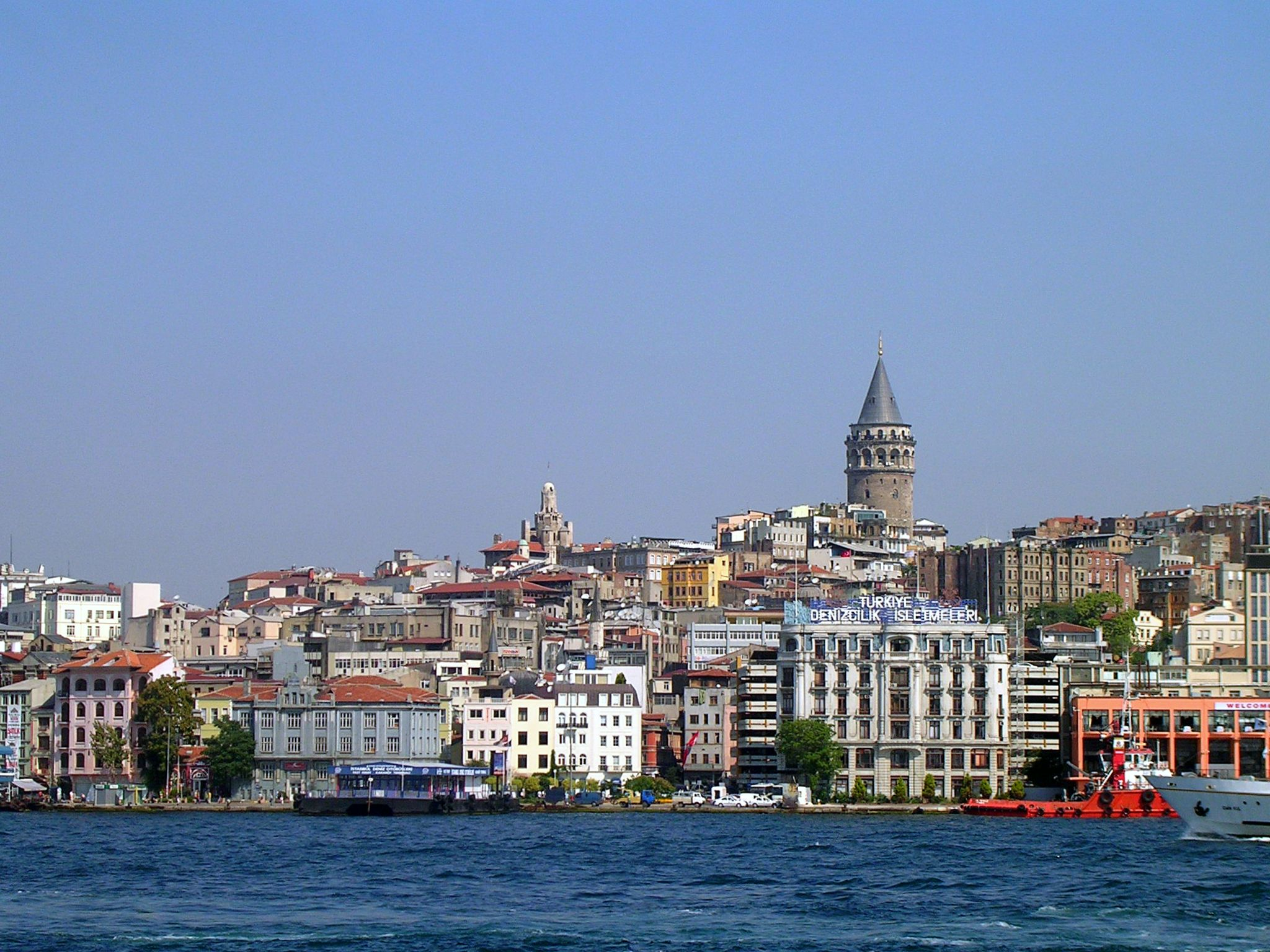
Галатська башта (1348) на північному кінці середньовічної генуезької цитаделі Галата (Пера), Стамбул, Туреччина

- Пера (Галата), 1273-1453, тепер район Стамбула.

#### Крим
- У Криму
  - Каффа (Кафа) — Caffa (Феодосія)
  - Чембало — Cembalo (Балаклава)
  - Солдайя — Soldaia (Судак)
  - Воспоро — Vosporo (Керч)
  - Сарсона (Херсонес Таврійський)[1]

Червоним виділені генуезькі володіння у Криму

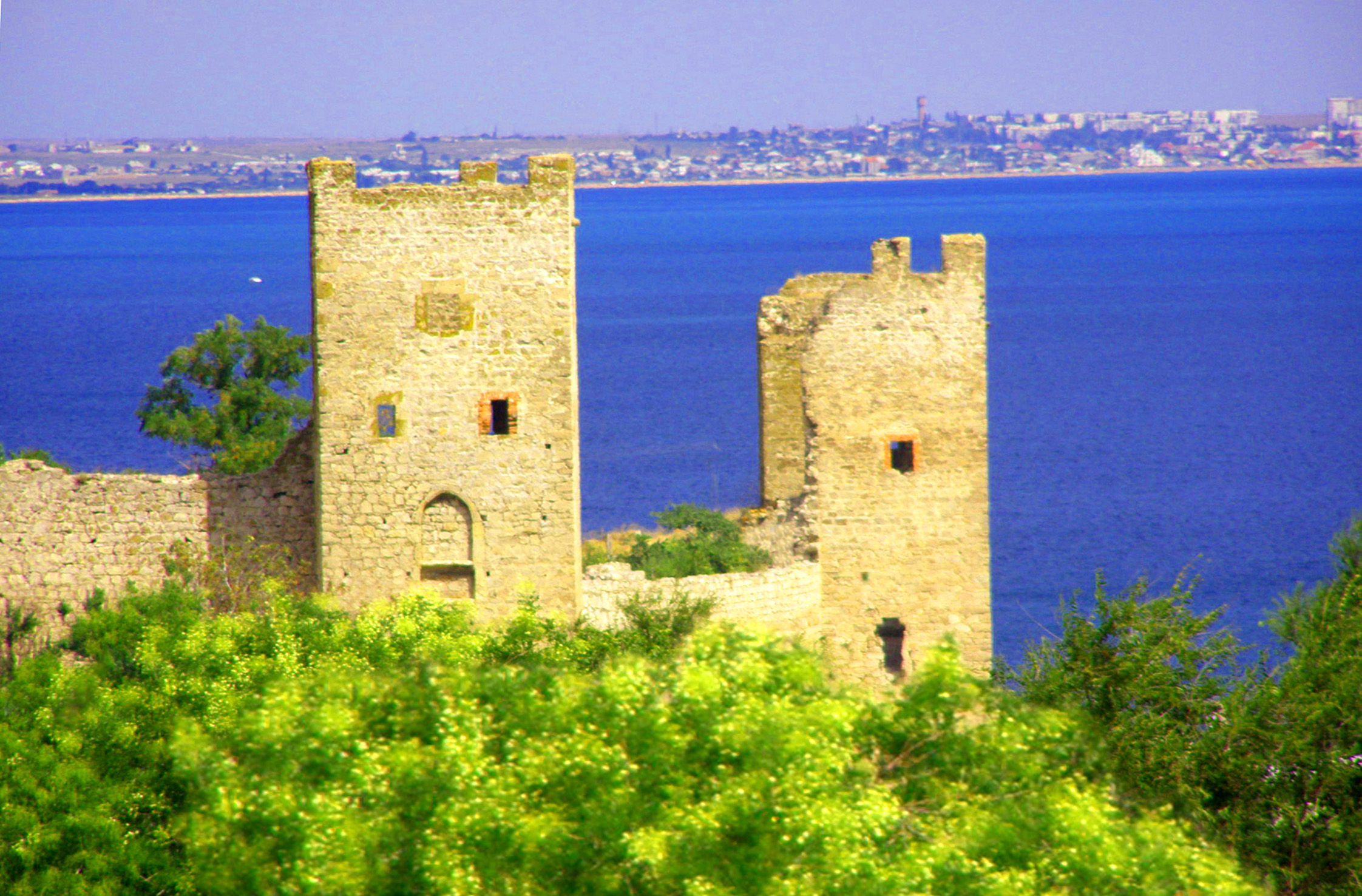
Генуезькі стіни Каффи, сучасна Феодосія

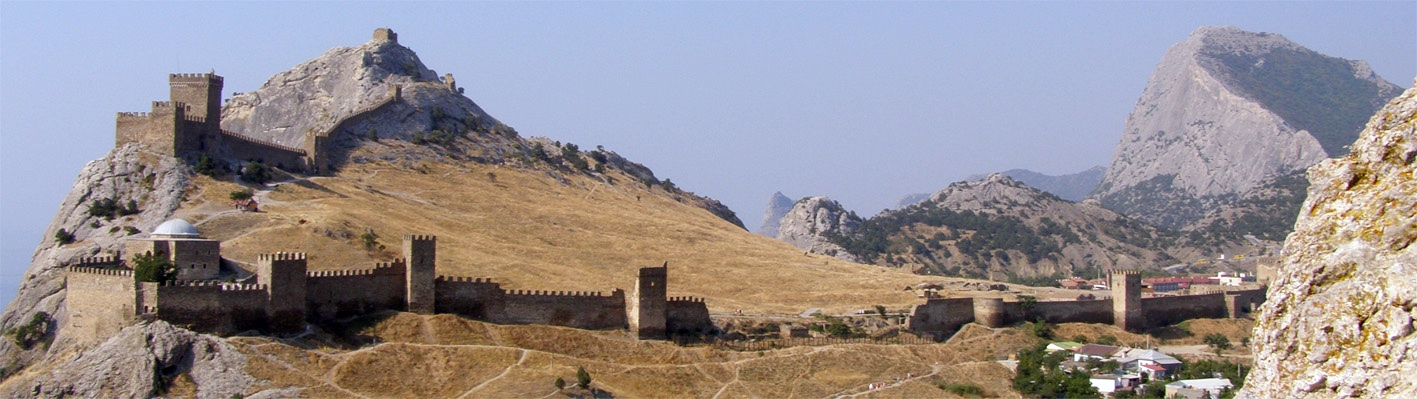
Генуезька фортеця Солдайя, сучасний Судак

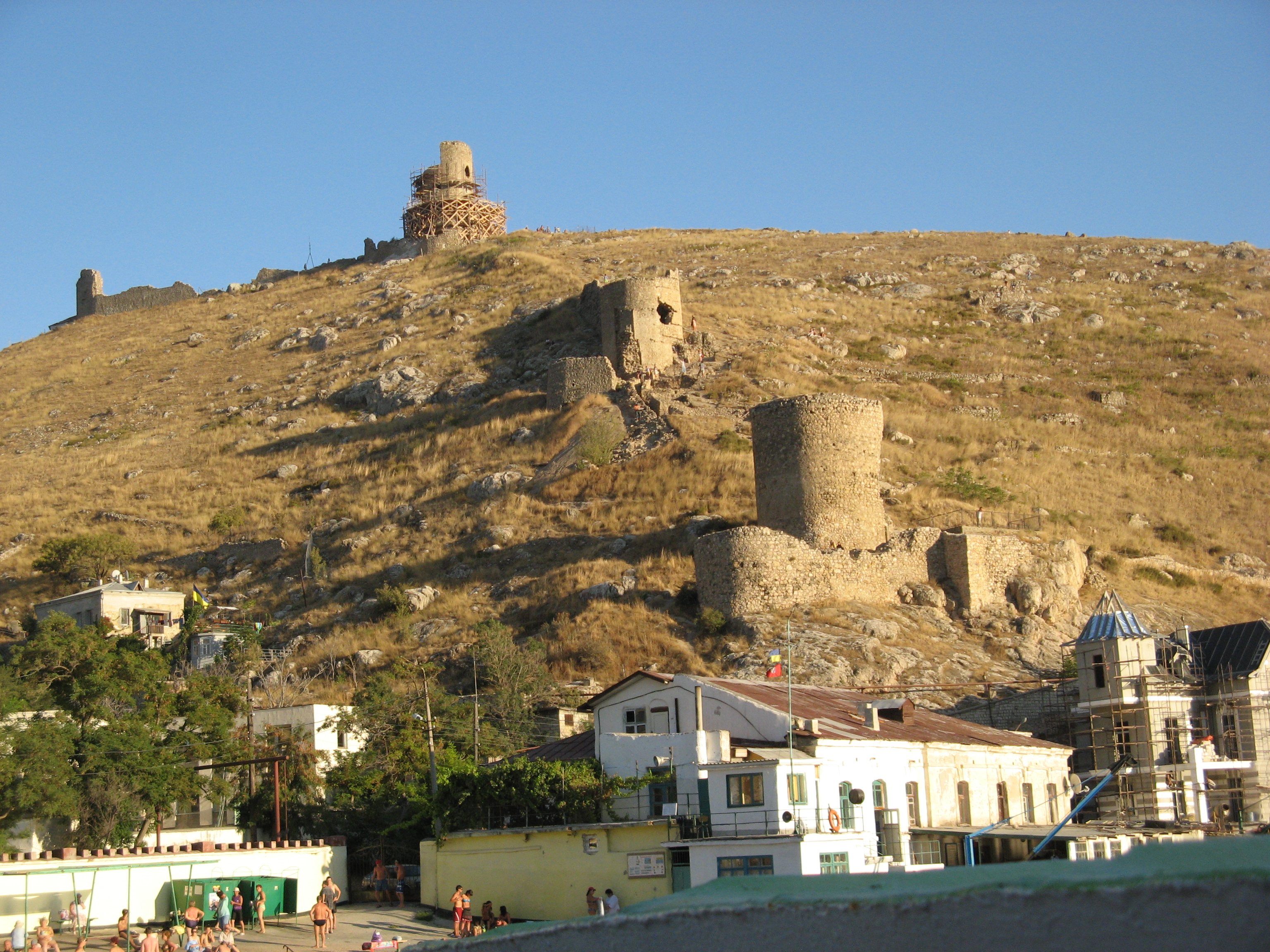
Генуезька фортеця Чембало, сучасна Балаклава

  - Капітанство Готія (Capitanatu Gottie)[2]
    - Consulatus Gorzoni (Грузуі[1]) (Гурзуф)
    - Consulatus Pertinice (Партеніт)
    - Consulatus Jalite (Ялта)
    - Consulatus Lusce (Алустон)

#### Азовське море
- Тана — Tana (Азов)

#### Східне узбережжя Чорного моря
- Територія сучасного Краснодарського краю
  - Матрега — Matrega (Тмуторокань) (сучасна станиця Тамань)
  - Копа — Copa (Ло-Копа (копарі), Сучасне місто Слов'янськ-на-Кубані)
  - Мапа — Mapa (Анапа)
  - Бата — Bata (Новоросійськ)
  - Касто — Casto (Хоста)
  - Ліяш — Layso (Адлер)
- Територія сучасної Абхазії
  - Абхазія — Abcasia (Цандріпш)
  - Какар — Chacari (Гагра)
  - Санта-Софія — Santa Sophia (Алахадзи)
  - Песонка — Pesonqa (Піцунда)
  - Каво-ді-букси — Cavo di Buxo (Гудаута)
  - Нікопсія — Niocoxia (Новий Афон)
  - Себастополіс (Сухумі)
- Територія сучасної Грузії
  - Lo Vati (Батумі)

#### Бессарабія
- Устя Дністра
  - Самастро (Монкастро) — Samastro (Moncastro; Білгород-Дністровський)
- Узбережжя Одеської затоки 
  - Джинестра — Ginestra (Одеса-Лузанівка)
- Устя Дунаю
  - Лікостомо — Licostomo (Кілія)[3]

#### Мала Азія
- Амастрії (Samastris) — 1261-1402/1460
- Самсун (Simisso) — 1261-1402/61
- Факторії в Синопі та Трабзоні (Трапезунді)